# 大野愛友佳
大野 愛友佳（おおの あゆか、1994年6月14日 - ）は、日本の女優、タレント。千葉県出身。亜細亜大学経営学部経営学科卒業。

## 来歴
- 2009年までSugar&Spice所属、子役タレントとして活動。
- 2004年、ポンキッキーズ21（フジテレビ）内ユニット・シスターラビッツとしてレギュラー出演。有安杏果（ももいろクローバーZ）は同学年のメンバーであった。
- 2012年、音楽プロデューサー・酒井政利活動50周年記念企画「キャンディーズカーニバル」のオーディショングランプリ受賞[1]、2013年4月にアイドルグループ・C@n-dolsとしてCDデビュー
- その後、学業と並行して映画・テレビ番組・舞台等に出演。

## 人物
- 趣味は、スノーボードとカラオケ、アルバム作成。
- 特技はダンス（ジャズヒップホップ）と片づけ。高校時代はダンス部に所属。
- 好きな食べ物はトマトと苺。

## 出演

### 映画
- デスフォレスト 恐怖の森（2014年12月20日、一見正隆監督）[2]

### TV
- ポンキッキーズ21（2004年 - 2005年、フジテレビ） - シスターラビッツ・アユカ
- フレンドリーアベニュー（2007年、テレビ東京）
- 私達は天使だ!! 教えて浜ちゃん!（2009年、TBS）
- 失恋島（2014年、フジテレビ）
- DAMチャンネル D-PUSHアーティスト C@n-dols (2013年 カラオケDAM)
- 恋んトス シーズン3（2016年、TBS）
- マチコミ 西武園ゆうえんちレポーター（2017年、テレビ埼玉）
- デイジー・ラック 第3話 美和役 (2018年、NHK)

### ラジオ
- SHOW WAAAP!（FM yokohama） レギュラー

### インターネット配信
- LINE LIVE 「NEXT STAR」MC （2017年）
- C CHANNEL 連続短編ドラマ「ほんとはキミに好きって言いたい！」愛美役（2017年 - ）
- ファッション動画メディア「HowTwo」(2017年2月-)
- Amazonプライム・ビデオ 「バチェラー・ジャパン シーズン2」 (2018年5月25日 - )

### CM
- デルプラド「エンジョイ小学校英語」（2004年）
- バンダイ「たまごっちのぷちぷちおみせっち」（2005年）
- ベネッセ「いぬのきもち」（2006年）
- 三菱東京UFJ銀行「MUFJギャラリー」（2007年）
- Qunme WEBCM「キュンドラ」（2016年12月 - ）
- ジョリーパスタ「とろけるチーズパスタフェア」（2019年3月 - ）
- ソフトバンク (5G LAB)「誰も見たことのない世界へ、一緒に」(2020年 - )

### 舞台・イベント
- U-KISS 日本武道館ライブ バックダンサー（2012年）
- アリスインプロジェクト「コピーライト」（2014年5月28日 - 6月1日、池袋・シアターKASSAI） - 月組 ナタン 役
- アリスインプロジェクト「エデンの空に降りゆく星唄」（2014年8月13日 - 17日、新馬場・六行会ホール） - チーム・ノア 品川床子 役
- 居酒屋 夢の郷殺人事件（2014年10月11日 - 19日） - 中江マリコ 役
- 居酒屋 夢の郷殺人事件スピンオフ企画 ～一夜限りの大反省会～（2014年12月21日） - 中江マリコ 役
- 居酒屋 夢の郷殺人事件2015夏 ～誰も知らない…もう1つの顔～ （2015年7月11日 - 20日） - 中江マリコ 役
- 居酒屋 夢の郷殺人事件スピンオフ企画 ～誰も知らない…もう1つの顔の顔～ （2015年12月） - 中江マリコ 役
- KANSAI COLLECTION 2016 SPRING & SUMMER（2016年）
- 居酒屋 夢の郷2016秋物語　～いつかまた逢える～（2016年10月）- 中江マリコ 役
- 居酒屋 夢の郷2016秋物語スピンオフ企画　～一夜限りの冬物語～（2016年12月） - 中江マリコ 役
- m.c.A.T祭『俺フェス』（2017年、舞浜アンフィシアター）オープニングアクト
- TBS主催 舞台「Just do it！〜やるっきゃない！〜」準主演 一ノ倉春奈 役(2017年4月11日 - 16日、再公演 2017年6月27日 - 7月2日)[3]
- 梅棒第9回公演 梅棒 9th “Re”ATTACK『超ピカイチ！』（2018年12月15日 - 2019年1月10日） - ヒロイン 浅香尚子 役（全日制ver.）

## 受賞
- 「avex Dancers Gate」準グランプリ（2012年、avex）
- 「キャンディーズカーニバル」決勝大会グランプリ C@n-dols メジャーデビュー（2012年、日本クラウン・第一興商・DAM）